# Kyū Sakamoto

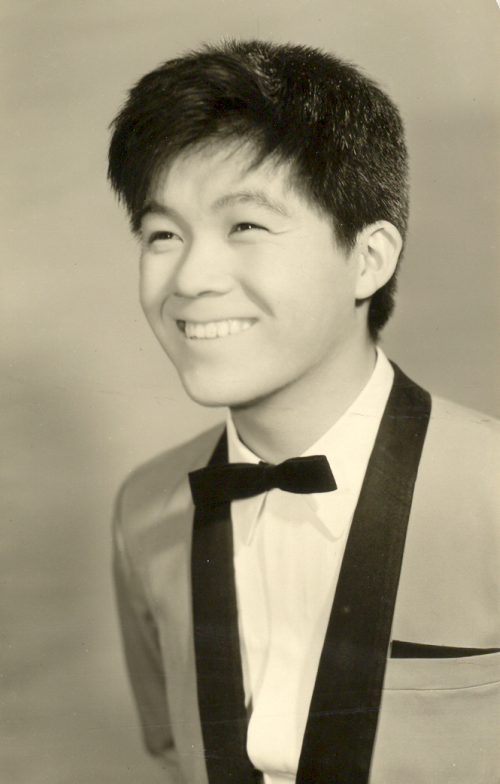
Kyū Sakamoto Anfang der 1960er-Jahre

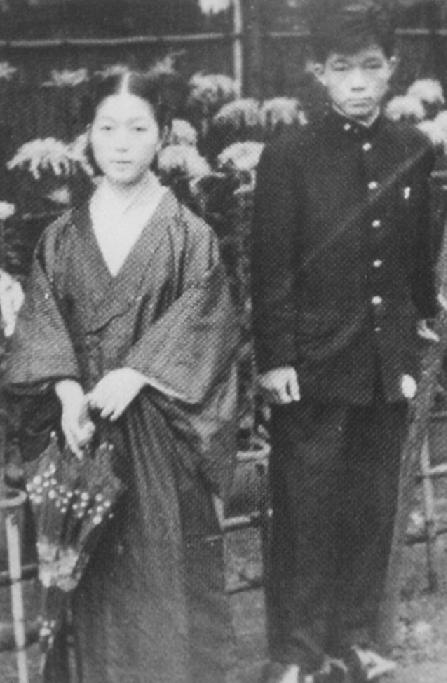
Kyū Sakamoto mit seiner älteren Schwester Yachiyo (1956)

Kyū Sakamoto (jap. 坂本 九, Sakamoto Kyū, bürgerlich: 大島 九, Ōshima Hisashi; * 10. Dezember 1941 in Kawasaki, Präfektur Kanagawa; † 12. August 1985 in Ueno, Präfektur Gunma) war ein japanischer Sänger und Schauspieler, der insbesondere durch den 13-fachen Millionenseller und Evergreen Sukiyaki weltweit bekannt wurde.

## Leben und Karriere
Sakamoto war das jüngste von neun Kindern eines Frachtverschiffers. Er kam bereits früh zum Showgeschäft und absolvierte im Jahr 1955 sein Filmdebüt. Im Mai 1958 wurde er Mitglied der populären Rock’n-Roll-Gesangsgruppe The Drifters, allerdings verließ er sie bereits ein halbes Jahr später im Streit mit den anderen Gruppenmitgliedern. Nachdem er sich ein Jahr hauptsächlich seinem Studium gewidmet hatte, wurde er Ende 1958 Mitglied der Gruppe The Paradise Kings, die 1959 mit ihm als Leadsänger einen Plattenvertrag bekamen und 1960 mit Kanashiki Rokujissai ihren ersten großen Hit landeten. Sakamoto wurde in Japan sehr schnell zum Star und bekam von Toshiba Records das Angebot für einen Plattenvertrag als Solosänger, welches er annahm. 
1961 veröffentlichte er das Lied Ue o muite arukō, das in Japan das erfolgreichste Lied des Jahres war. Der Titel bedeutet ungefähr „Während ich laufe schaue ich nach oben …“, weiter heißt es im Text: „… damit die Tränen nicht herunterfließen“ (namida ga kobore nai you ni). Zwei Jahre später wurde dieses Lied unter dem Titel Sukiyaki auch in westlichen Ländern veröffentlicht, so belegte es Platz 1 der US-amerikanischen Charts und erreichte in den deutschen Charts Platz 2. Das Lied Sukiyaki wurde später noch mindestens 150 Mal gecovert und ist der international wahrscheinlich bekannteste japanische Pop-Evergreen. Mit über 13 Millionen verkauften Einheiten gilt Sukiyaki als eine der meistverkauften Singles aller Zeiten. Sakamoto unternahm nach diesem Erfolg ab dem Sommer 1963 eine internationale Tournee, die ihn neben den USA auch nach Deutschland führte.
Mit China Nights (Shina no Yoru) konnte Sakamoto sich 1963 nur noch einmal in den amerikanischen Charts platzieren, doch blieb er insbesondere in seinem Heimatland populär. 1964 trat er bei den Olympischen Spielen auf, 1968 war er bei dem internationalen Gesangswettbewerb Festival Internacional da Canção in Rio de Janeiro mit dem Lied Sayonara, Sayonara zu hören. Sakamoto heiratete 1971 die Schauspielerin Yukiko Kashiwagi (* 1947), mit der er bis zu seinem Tod verheiratet blieb und zwei Töchter bekam.
Kyū Sakamoto kam am 12. August 1985 beim Absturz des Japan-Air-Lines-Fluges 123 ums Leben. Im Oktober 1998 wurde der Asteroid (6980) Kyusakamoto nach ihm benannt.

## Diskografie
Alben
- 1963: Sukiyaki and Other Japanese Hits
- 1994: Very Best of Kyu Sakamoto
- 2005: Kyu Sakamoto Memorial Best
- 2005: Kyu Sakamoto CD & DVD The Best

## Filmografie (Auswahl)
- 1959: Seishun o kakero
- 1960: Yama no kanata ni – Dai ichi-bu: Ringo no hoo: Dai ni-bu: Sakana no seppun
- 1960: Onna wa teikô suru
- 1960: Subete ga kurutteru
- 1961: Kanashiki 60 sai
- 1961: Kigeki: ekimae danchi
- 1961: Awamori-kun kanpai!
- 1961: Kigeki ekimae bentô
- 1961: Awamori-kun nishi-e iku
- 1962: Ue o muite arukô
- 1962: Wakai kisetsu
- 1962: Hitoribotchi no futari daga
- 1963: Kureji sakusen: Sentehisshô
- 1963: Kyuchan katana o nuite
- 1963: Miagete goran yoru no hoshi o
- 1964: Otoko girai
- 1964: Kigeki: Yôki-na mibôjin
- 1964: Shiawasa nara te o tatake
- 1965: Highway No Ohsama
- 1966: Botchan
- 1967: Kimi wa koibito
- 1967: Kyuchan no dekkai yume
- 1975: Tokkan